# Salomon An-ski

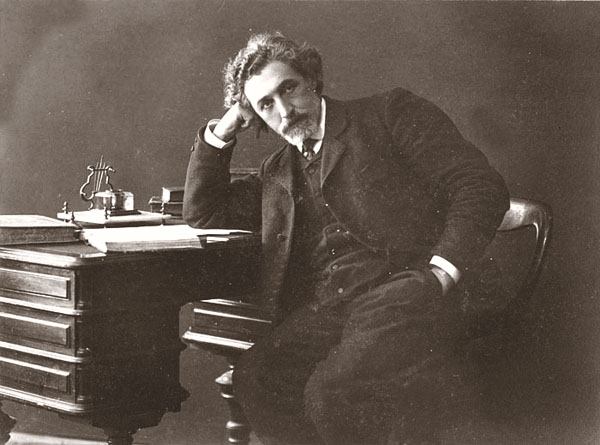
Salomon An-ski, 1910

Salomon An-ski oder Salomon Anski, auf Jiddisch meist Sch. An-sḳi (ש. אנ-סקי), (eigentlich Shlomo Sanwel Rappoport oder Salomon Seinwil Rapoport; geboren am 27. Oktober 1863 in Tschaschniki, Gouvernement Witebsk, Russisches Reich; gestorben am 8. November 1920 in Otwock bei Warschau) war ein russisch-jüdischer Schriftsteller, Journalist und Ethnograph. Bekannt ist er in erster Linie als Autor des 1920 uraufgeführten Stückes Der Dibbuk, das als Klassiker der jiddischen Literatur gilt.

## Leben

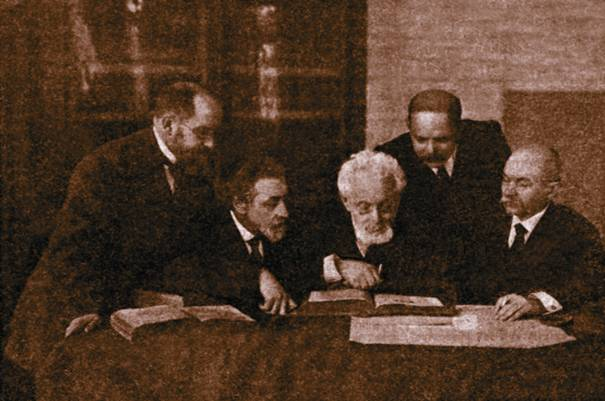
Jehoschua Chana Rawnitzki (1859–1944), An-ski, Mendele Moicher Sforim, Chaim Nachman Bialik, Simon Frug, vor 1916 (v. l. n. r.)

An-ski erhielt eine traditionelle jüdische Erziehung. Die russische Sprache erlernte er als Autodidakt. Als Handwerk erlernte An-ski Buchbinder, danach Schlosser oder Schneider (hier gehen die Angaben der Biographen auseinander). Als Mitglied der russischen Narodniki geriet er schon bald mit der Polizei in Konflikt, die ihn überwachte und schließlich 1891 auswies.
1894 erreichte An-ski Paris, wo er zuerst als Buchbinder arbeitete. Später war er Sekretär des russischen Sozialrevolutionärs Pjotr Lawrow und Sekretär der russischen Sozialrevolutionären Partei in Paris. Für die jüdisch-sozialistische Bewegung „Der Bund“ schrieb er zwei bekannte Hymnen: Di schwue („Der Schwur“) und In salzikn jam fun menschleche trern („Im salzigen Meer menschlicher Tränen“).
Nach dem Petersburger Blutsonntag 1905 kehrte An-ski nach Russland zurück. In St. Petersburg gründete er 1908 die Jüdische Historisch-Ethnographische Gesellschaft. Finanziert von dem Pariser Unternehmer Vladimir de Gunzburg (1873–1932), unternahm An-ski zwischen 1912 und 1914 mehrere ethnographische Expeditionen im jüdischen Ansiedlungsrayon. Während des Ersten Weltkrieges hielt er sich als Vertreter einer jüdischen Hilfsorganisation in Galizien auf.
1919 reiste An-ski in die von polnischen Truppen befreiten Städte Vilnius und Warschau, wo er Mitarbeiter der jiddischen Zeitung Der Moment wurde. Seine gesammelten Werke in jiddischer Sprache erschienen als Gesamelte schriftn in fufzn bender von 1920 bis 1925 (15 Bände). Ein Nachdruck erschien in den Jahren ab 1999 im National Yiddish Book Center, Amherst (Mass.); es ist auch in manchen europäischen Bibliotheken erhältlich.
Sein bekanntestes Stück, Der Dibbuk, schrieb er auf Russisch. Konstantin Stanislawski wollte es auch in dieser Fassung am Moskauer Künstlertheater inszenieren. An-Ski selbst übersetzte sein Stück ins Jiddische, um es noch authentischer wirken zu lassen. Die Erstaufführung des Stückes fand am 9. Dezember 1920, einen Monat nach An-Skis Tod, durch die Wilnaer Truppe in Warschau statt.
1938 wurde sein Theaterstück Der Dybbuk von Regisseur Michał Waszyński in Polen auf Jiddisch verfilmt. Dieser Film zeigt die Welt der Juden in Osteuropa kurz vor deren Vernichtung durch die Shoah. Von diesem Film animiert, schuf Rachel Michali 2005 aus An-skis Werk ihre Oper The Dybbuk.

## Werke (Auswahl)

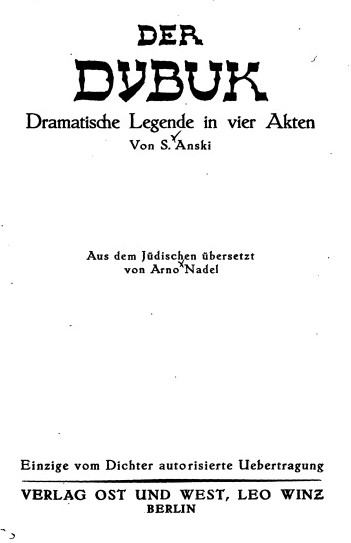
Der Dybuk (1921) bei Ost und West

- Der Dybuk: Dramatische Legende in Vier Akten. Übersetzt von Arno Nadel, 1921 (online).
- Der Dibbuk. Dramatische Legende in 4 Akten. Neu übersetzt von Horst Bienek und Salcia Landmann, Insel-Verlag, Frankfurt am Main 1989, ISBN 3-458-32901-3.
- The Dybbuk and other writings. Herausgegeben von David G. Roskies, Schocken Books, New York 1992, ISBN 0-8052-4111-6.
- The Enemy at His Pleasure: A Journey through the Jewish Pale of Settlement during World War I. New York 2002, ISBN 0-8050-5944-X.